# Powalice (Sławoborze)
Powalice (deutsch Petershagen) ist ein Dorf in der Woiwodschaft Westpommern in Polen. Es gehört zur Gmina Sławoborze (Landgemeinde Stolzenberg) im Powiat Świdwiński (Schivelbeiner Kreis).

## Geographische Lage
Das Dorf liegt in Hinterpommern, etwa 90 km nordöstlich von Stettin und etwa 30 km südlich von Kołobrzeg (Kolberg).
Die nächsten Nachbarorte sind im Südwesten Międzyrzecze (Meseritz) und im Osten Mysłowice (Moitzelfitz). Westlich und nördlich des Dorfes erstreckt sich Wald. Nördlich des Dorfes fließt von Nordost nach Südwest der Schwarzbach, auch die Molstow genannt.

## Geschichte
Das Dorf wurde im Herzogtum Pommern wohl im 14. Jahrhundert angelegt. Der Ortsname „Petershagen“ ist erstmals aus einer Grenzbeschreibung aus dem Jahre 1321 überliefert. Die Endung -hagen weist das Dorf als eine Hagensiedlung aus; sie wurde wohl von einem Mann namens Peter gegründet. Petershagen lag an der Grenze zur Neumark, die westlich und südlich des Dorfes lag; das benachbarte Meseritz lag bereits jenseits der Grenze.
Auf der Großen Lubinschen Karte des Herzogtums Pommern von 1618 ist „Petershagen“ eingetragen. Überliefert ist, dass Petershagen jedenfalls seit dem 16. Jahrhundert ein Lehen der adligen Familie von Blankenburg war. Im Jahre 1666 gehörte Petershagen zusammen mit dem benachbarten Moitzelfitz einem Peter von Blankenburg. Später war es offenbar an Angehörige der Familien von Kameke und von Galbrecht übergegangen, konnte aber in den Jahren 1721 und 1737 durch George Heinrich von Blankenburg († 1738) eingelöst werden. Petershagen blieb dann im Besitz der Familie Blankenburg, bis es 1825 verkauft wurde.
In Ludwig Wilhelm Brüggemanns Beschreibung des Herzogtums Vor- und Hinterpommern (1784) ist Petershagen als ein adeliger Wohnsitz unter den adeligen Gütern des Fürstentums Cammin aufgeführt. Zu Petershagen gehörten „die auf der Feldmark desselben gelegenen Vorwerke, als die so genannten Pommerschen Höfe, das Driengut, Johannisthal, die Schäferey Petersfelde, ehemals die Heideschäferey genannt, und die Feldkathen Brunkathen und Burgwall, 1 Wassermühle, 1 Prediger, 1 Küster, 8 Bauern, 1 Halbbauer, 1 Cossäthen, 1 Krug, 1 Schmiede, 39 Feuerstellen, eine zu der Cörlinschen Synode gehörige Mutterkirche“.
Petershagen kam 1825 an einen Angehörigen der adligen Familie von Sydow. Im Jahre 1884 wurde Petershagen – damals mit 2638 Hektar das flächenmäßig größte Rittergut des Kreises – an Bürgerliche verkauft und nach weiteren Besitzwechseln schließlich nach 1891 schrittweise und über mehrere Jahre hinweg unter Beiziehung eines Gütermaklers aufgeteilt:
Das Vorwerk Petersfelde wurde 1891/1893 verkauft und von seinem Erwerber als ein selbständiges Gut bewirtschaftet, bis es später auch aufgeteilt wurde. Petersfelde wurde um 1900 aus dem Gutsbezirk Petershagen ausgegliedert.
Das Vorwerk Dryhn wurde ebenfalls 1891/1893 verkauft und ebenfalls von seinem Erwerber zunächst als ein selbständiges Gut bewirtschaftet. Später wurde Dryhn gemeinsam mit Petersfelde aufgeteilt.
40 Parzellen wurden an benachbarte Eigentümer verkauft. Auf den übrigen Flächen wurden zunächst 24 neue Bauernstellen als Rentengüter eingerichtet. Es verblieb für einige Jahre ein sogenanntes Restgut mit 516 Hektar. Im Jahre 1898 wurden auf den Flächen des Restgutes weitere 28 neue Bauernstellen als Rentengüter eingerichtet, das Restgut hatte dann nur noch 87 Hektar. Die Höfe der neuen Bauernstellen wurden außerhalb des bisherigen Dorfes an den Straßen nach Moitzelfitz und Meseritz und in der Feldmark angelegt.
Das Vorwerk Johannesthal (Wietschenort) war bereits seit Mitte des 19. Jahrhunderts verpachtet. Im Jahre 1905 wurde es an den Berliner Unternehmer Robert Stock verkauft, der die Flächen aufforsten ließ. Es wurde Bestandteil des neuen Forstgutsbezirks Sophienwalde.
Nach der Separation bestanden im 19. Jahrhundert zunächst die Landgemeinde Petershagen und der Gutsbezirk Petershagen nebeneinander. Nach der Aufsiedlung des Gutes, vor 1905, wurde der Gutsbezirk in die Landgemeinde eingegliedert. Die Landgemeinde Petershagen gehörte bis 1945 zum Kreis Kolberg-Körlin der preußischen Provinz Pommern. Zur Gemeinde Petershagen gehörte neben dem Dorf Petershagen nur noch der am südlichen Rand des Gemeindegebietes gelegene Wohnplatz Pommerscher Hof.
1945 kam Petershagen, wie ganz Hinterpommern, an Polen. Die Bevölkerung wurde vertrieben. Das Dorf erhielt den polnischen Ortsnamen „Powalice“.

## Entwicklung der Einwohnerzahlen
- 1816: 240[3]
- 1867: 435, davon 180 in der Landgemeinde Petershagen und 255 im Gutsbezirk Petershagen[3]
- 1871: 417, davon 147 in der Landgemeinde Petershagen und 270 im Gutsbezirk Petershagen[3]
- 1885: 391, davon 187 in der Landgemeinde Petershagen und 204 im Gutsbezirk Petershagen[3]
- 1895: 579, davon 166 in der Landgemeinde Petershagen und 413 im Gutsbezirk Petershagen[3]
- 1905: 563, nach Eingliederung des Gutsbezirks Petershagen[3]
- 1919: 526[3]
- 1939: 445[3]

## Söhne und Töchter des Ortes
- Hermann Priebe (1871–1961), deutscher evangelischer Geistlicher, Pfarrer in Berlin-Grunewald
- Hans-Eckehard Bahr (1928–2019), deutscher evangelischer Theologe, Professor für Praktische Theologie
- Karlheinz Ballschmiter (* 1937), deutscher Chemiker, emeritierter Professor für analytische Chemie